# Duino
Duino (slo. Devin, njem. Thübein) je gradić na obali Jadranskog mora dio talijanske općine Duino-Aurisina u regiji Furlanija-Julijska krajina u Sjevernoj Italiji.
Duino ima 1.421 stanovnikaleži između Sistiane i Monfalconea.

## Povijest
Prije 1950-ih Duino je bio većinsko naselje Slovenaca, stanje se promijenilo za vrijeme Slobodnog teritorija Trsta, tad su se u Duino doselili brojni istarski esuli, tako da je danas Duino većinski naseljen Talijanima.
Duino je poznat po svoja dva dvorca, i stijeni Dama Bianca koja se nalazi na rtu pored starog dvorca. Uz Damu Biancu (Bijela Dama) vezana je srednjovjekovna legenda - o okrutnom kralju koji je s te litice bacio svoju mladu nevjestu, no prije nego što je dotakla vodu, - nebo joj se smilovalo i pretvorilo je u stijenu, koja svojim oblikom podsjeća na žennski lik zamotan u dugi veo. Stariji dvorac u ruševinama je iz 11. stoljeća, a noviji je u odličnom stanju - on je stoljećima vlasništvo obitelji Thurn und Taxis, od 2003. je otvoren za javnost. 
Izgrađen je u 16. stoljećuu na temeljima rimske utvrde. U njemu je napisao svoje besmrtne Devinske elegije pjesnik Rainer Maria Rilke, tu je svojevremeno bilo sjedište vlade Slobodnog teritorija Trsta. Od 1982. u njemu radi Kolegij udruženog svijeta Jadrana (United World College of the Adriatic) - srednja škola, koja priprema učenike iz 80 zemalja za međunarodnu maturu (International Baccalaureate).
Duino je poznat i po Rilkevoj šetnici restauiranoj 1987. koja vodi po hridinama iznad mora, od Duina do Sistiane, s koje puca pogled na Tršćanski zaljev koji je bio inspiracija Rilkeu za njegove stihove iz Devinskih elegija.
Šetnica je dio parka prirode Falesie di Duino (slo. Deželni naravni rezervat Devinskih sten) koji se proteže od Trsta do Gorizie na površini od 107 hektara, od toga 63 uz more.
U Duinu je austrijski fizičar Ludwig Boltzmann za vrijeme ljetovanja 1906. u trenutku depresije napravio samoubojstvo.

## Galerija slika iz Duina
- Pogled na Stari grad Duino
- Rilkeova šetnica
- Rilkeova šetnica
- Luka u Duinu

## Vanjske poveznice
- Dvorac Duino
- Vodič po Duinu i Sistiani
- Castello vecchio di Duino (na portalu Flickr)
- United World College of the Adriatic - Duino